# René-Louis Baire
René-Louis Baire (sinh 21 tháng 1 năm 1874 - mất ngày 5 tháng 7 năm 1932) là một nhà toán học người Pháp, nổi tiếng với Định lý phạm trù Baire (Baire category theorem) được công bố trong luận văn Tiến sĩ của ông năm 1899.

## Giai đoạn học trung học
René Baire có cha là một thợ may và René là một trong ba người con từ các gia đình nghèo đã phải đấu tranh trong những hoàn cảnh khó khăn tài chính. René lớn lên ở Paris vào thời điểm khi tháp Eiffel đã được xây dựng.
Năm 1886, khi ông được mười hai tuổi, René giành được một suất học bổng cho phép ông được đi học trong mộ môi trường giáo dục tốt dù hoàn cảnh đói nghèo của gia đình.
Ông nhập học tại trường trung học Lakanal và trở thành một sinh viên xuất sắc. Ông đã hai lần giành chiến thắng trong Concours Général, một cuộc thi giữa các học sinh giỏi từ tất cả các trường trung học trên toàn nước Pháp.

## Giai đoạn học đại học và sau đại học
Năm 1890, René hoàn thành các lớp học nâng cao tại các trường trung học Lakanal và đi học phần toán học đặc biệt của trường trung học Henri IV.Ông đã vượt qua kỳ thi tuyển sinh của cả École Polytechnique (Trường Bách Khoa)và École Normale Supérieure.
Ở École Normale Supérieure, ông đã tham dự các bài giảng của Jules Tannery và Goursat, ngoài ra, ông đã tham dự các bài giảng của Hermite, Emile Picard và Poincaré tại Sorbonne. Trong khi ông còn là sinh viên, ông được sự hỗ trợ của Poincaré (Một nhà toán học nổi tiếng).
Baire được trao tặng một suất học bổng cho phép ông tiếp tục nghiên cứu của ông tại Ý và ở đó ông đã gặp và có một tình bạn gần gũi với Volterra. Trong khi ông làm việc tại các trường trung học, Baire đã viết một luận án tiến sĩ về Hàm biến thực. Ông được kiểm tra vào ngày 24 tháng 3 năm 1899 bởi một hội đồng gồm Darboux, Appell và Emile Picard, và họ trao tặng ông học vị tiến sĩ.
Khi ông ở Lausanne (Một thành phố ở Thụy Sĩ) là thời gian bắt đầu chiến tranh thế giới và ông không thể trở về Pháp. Ông đã trải qua những năm chiến tranh từ năm 1914 cho đến năm 1918 ở Lausanne trong hoàn cảnh khá khó khăn tài chính.

### Đóng góp
Baire đã viết một số sách Giải tích toán học,trong đó có định lý nổi tiếng mang tên ông: Định lý phạm trù Baire với khái niệm những tập hợp không nơi nào trù mật(Nowhere dense sets).
Định lý phạm trù Baire được phát biểu như sau:Nếu X là không gian metric đầy đủ hoặc Compact địa phương Hausdroff thì X là không gian Baire.